# Président du Parlement de La Rioja
Le président du Parlement de La Rioja est le député chargé d'occuper la présidence du Parlement de La Rioja. Après le président de La Rioja, il est la deuxième autorité de la communauté autonome.
Le titulaire de ce poste est, depuis le 22 juin 2023, la conservatrice Marta Fernández.

## Élection
Il est élu lors de la première séance qui suit la tenue des élections au Parlement (sesión constitutiva), ou lors de la première séance plénière (pleno) qui suit la démission du titulaire.
La majorité absolue des députés élus est requise lors du premier tour. En cas d'échec, un second tour est organisé immédiatement après la proclamation des résultats par le président de séance, où la majorité simple est cette fois suffisante, entre les deux candidats en tête. Si les deux candidats arrivent à égalité, le candidat proposé par le parti le plus voté lors des élections est désigné président. Chaque député est libre d'écrire le nom qu'il souhaite sur son bulletin de vote, même si ceux du groupe majoritaire votent toujours pour un candidat préalablement désigné par leur parti.
Son mandat prend fin en cas de décès, démission, perte de la qualité de député, changement de groupe parlementaire ou à la suite de la dissolution du Parlement, prélude à la tenue de nouvelles élections.

## Fonctions
Il préside les séances plénières, dont il assure l'ouverture, la clôture et la fixation de l'ordre du jour en collaboration avec la conférence des porte-parole. Il préside également les réunions de la conférence des porte-parole et de la députation permanente.
Chargé de diriger les débats et d'en contrôler le bon ordre, lui seul peut donner la parole et la retirer. Il a la faculté de rappeler un député ou l'ensemble de l'assemblée à l'ordre, d'expulser immédiatement, pour une ou deux séances, tout député qui a été rappelé trois fois à l'ordre, qui n'a pas quitté la salle des séances après le prononcé d'expulsion, ou qui a produit un désordre grave du fait de sa conduite.
Il s'assure de la bonne application du règlement, de son interprétation après validation par la conférence des porte-parole, et de la bonne marche des travaux parlementaires.
Après consultation avec les porte-parole des groupes parlementaires, il est chargé de proposer le nom d'un candidat à l'investiture comme président de La Rioja, dans le délai de 20 jours à compter de la constitution du Parlement ou de la démission du titulaire.
En cas de vacance, d'absence ou d'impossibilité, il est remplacé par un vice-président, selon l'ordre d'élection.

## Titulaires
| Législature | Titulaire                 | Parti              | Parti | Élection                             | Date de début   | Date de fin     |
| ----------- | ------------------------- | ------------------ | ----- | ------------------------------------ | --------------- | --------------- |
| Ire         | Félix Palomo Saavedra     |                    | PSOE  | 1er tour : 18 voix                   | 24 mai 1983     | 6 juillet 1987  |
| IIe         | Manuel Fernández Ilarraza |                    | CDS   | 1er tour : 18 voix                   | 6 juillet 1987  | 11 juillet 1988 |
| IIe         | Félix Palomo Saavedra     |                    | PSOE  | 1er tour : 16 voix 2d tour : 16 voix | 11 juillet 1988 | 21 juin 1991    |
| IIIe        | Félix Palomo Saavedra     | 1er tour : 18 voix | PSOE  | 21 juin 1991                         | 23 juin 1995    |                 |
| IVe         | Carmen Las Heras          |                    | PP    | 1er tour : 17 voix                   | 23 juin 1995    | 2 juillet 1999  |
| Ve          | José Ignacio Ceniceros    |                    | PP    | 1er tour : 20 voix                   | 2 juillet 1999  | 23 juin 2003    |
| VIe         | José Ignacio Ceniceros    | 1er tour : 17 voix | PP    | 23 juin 2003                         | 21 juin 2007    |                 |
| VIIe        | José Ignacio Ceniceros    | 1er tour : 17 voix | PP    | 21 juin 2007                         | 16 juin 2011    |                 |
| VIIIe       | José Ignacio Ceniceros    | 1er tour : 22 voix | PP    | 16 juin 2011                         | 18 juin 2015    |                 |
| IXe         | Ana González García       |                    | PP    | 1er tour : 19 voix                   | 18 juin 2015    | 20 juin 2019    |
| Xe          | Jesús María García        |                    | PSOE  | 1er tour : 17 voix                   | 20 juin 2019    | 22 juin 2023    |
| XIe         | Marta Fernández Cornago   |                    | PP    | 1er tour : 17 voix                   | 22 juin 2023    |                 |